# Leiothrix echinocephala
Leiothrix echinocephala är en gräsväxtart som beskrevs av Wilhelm Willy Otto Eugen Ruhland. Leiothrix echinocephala ingår i släktet Leiothrix och familjen Eriocaulaceae. Inga underarter finns listade i Catalogue of Life.